# Hartauniederung zwischen Lüdelsen und Ahlum
Hartauniederung zwischen Lüdelsen und Ahlum este o arie protejată (arie specială de conservare — SAC, sit de importanță comunitară — SCI) din Germania întinsă pe o suprafață de 50 ha, integral pe uscat.

## Localizare
Centrul sitului Hartauniederung zwischen Lüdelsen und Ahlum este situat la coordonatele 52°41′33″N 10°57′52″E / 52.6925°N 10.9644°E.

## Înființare
Situl Hartauniederung zwischen Lüdelsen und Ahlum a fost declarat sit de importanță comunitară în octombrie 2000 pentru a proteja 6 specii de animale. Situl a fost protejat și ca arie specială de conservare în decembrie 2018.

## Biodiversitate
Situată în ecoregiunea continentală, aria protejată conține 5 habitate naturale: Cursuri de apă de la nivel de câmpie la nivel montan, cu vegetație Ranunculion fluitantis și Callitricho-Batrachion, Pajiști cu Molinia pe soluri calcaroase, turboase sau argilos-nămoloase (Molinion caeruleae), Liziere de ierburi înalte hidrofile de câmpie și de nivel montan până la alpin, Păduri de stejar sau de stejar și carpen sub-atlantice și medio-europene de Carpinion betuli, Păduri aluvionare cu Alnus glutinosa și Fraxinus excelsior (Alno-Padion, Alnion incanae, Salicion albae).
La baza desemnării sitului se află mai multe specii protejate:
- amfibieni (1): triton cu creastă (Triturus cristatus)
- mamifere (2): liliac cârn (Barbastella barbastellus), vidră de râu (Lutra lutra)
- pești (3): Cobitis taenia Complex, cicar (Lampetra planeri), boarță (Rhodeus amarus)

Pe lângă speciile protejate, pe teritoriul sitului au mai fost identificate 8 specii de plante, 3 specii de amfibieni, 4 specii de mamifere, 1 specie de nevertebrate, 1 specie de pești, 1 specie de reptile.